# Saint-Coutant (Charente)
Saint-Coutant – miejscowość i gmina we Francji, w regionie Nowa Akwitania, w departamencie Charente.
Według danych na rok 1990 gminę zamieszkiwało 259 osób, a gęstość zaludnienia wynosiła 13 osób/km² (wśród 1467 gmin regionu Poitou-Charentes Saint-Coutant plasuje się na 749. miejscu pod względem liczby ludności, natomiast pod względem powierzchni na miejscu 402.).